# Nyctereutes procyonoides ussuriensis
Chien viverrin de Sibérie
Sous-espèce
Statut de conservation UICN

LC : Préoccupation mineure
Synonymes
- Nyctereutes ussuriensis Matschie, 1907 (Protonyme)
- Nyctereutes amurensis Matschie, 1907

Nyctereutes procyonoides ussuriensis, le Chien viverrin de Sibérie ou Tanuki de Sibérie, est une sous-espèce du chien viverrin continental originaire de l’extrême Nord-Est du continent asiatique. Caractérisée par son épais pelage d’hiver, il s’agit de la sous-espèce qui a été massivement utilisée dans l’industrie de la fourrure au cours du XXe siècle. Depuis lors, elle se retrouve dans différents pays d’Europe où sa présence est considérée comme indésirable.

## Dénominations
- Nom scientifique valide : Nyctereutes procyonoides ussuriensis (Matschie, 1907)[1].
- Noms normalisés anglais : Siberian raccoon dog[2], Ussurian raccoon dog
- Noms vulgaires : Chien viverrin de Sibérie[2], Chien viverrin de l’Amour[3], Tanuki de Sibérie[4], Nyctéreute de Sibérie, Chien viverrin de l’Oussouri, Raton-laveur de l’Oussouri, Chien Oussourien.
- Noms vernaculaires, couramment utilisés en français : Chien viverrin[2], Tanuki[2]

## Description

### Dimensions
Le chien viverrin de Sibérie est la plus grande sous-espèce de chien viverrin, mesurant de 50 à 69 cm de longueur, avec une queue de 13 à 25 cm. Sa hauteur au garrot varie entre 38 et 50 cm. Le poids des individus oscille entre 3,8 et 12,4 kg. La longueur du crâne atteint environ 12,1 cm et sa largeur 6,8 cm. Le nombre de dents est de 42.

### Pelage
Il s'agit de la sous-espèce de chien viverrin présentant un pelage plus long et plus dense que toutes les autres. La fourrure est particulièrement épaisse en hiver, de couleur brune grisâtre à brun jaunâtre, tandis qu'elle devient plus sombre et moins fournie en été. Les flancs et la queue ont une teinte cannelle. Le pelage présente une grande variabilité de couleur, allant d’individus albinos à mélaniques, avec des couleurs de pelage entièrement jaunâtres ; les individus blancs sont fréquents en captivité. Le front et le museau sont blancs, les yeux entourés de noir, et les épaules, les pattes et le bout de la queue sont noirâtres. La tête est courte et étroite, avec un museau relativement court et pointu. Les oreilles sont petites, arrondies, bordées de noir à l'extérieur et blanches à l’intérieur. La queue est courte et recouverte de longs poils, avec une extrémité noire. Il n’existe pas de dimorphisme sexuel apparent. Les petits ont le pelage tout noir.

### Morphologie crânienne et dentaire
Le crâne de Nyctereutes procyonoides ussuriensis est plus large et plus massif que celui des autres sous-espèces, notamment N. p. viverrinus. Les mâchoires sont plus robustes, les dents plus grandes, et la force masticatrice plus élevée, ce qui correspond à un régime alimentaire plus carnivore. La crête sagittale est plus marquée et la largeur mandibulaire ainsi que la hauteur de la mâchoire permettent d’identifier avec précision cette sous-espèce. Contrairement à la sous-espèce japonaise, la mandibule est moins incurvée et les molaires relativement plus petites, signe d’une moindre consommation d’invertébrés et de végétaux grossiers. Le nombre de chromosomes, d’un nombre de 54, est également plus élevé que chez les populations japonaises, dénombrées à 38.

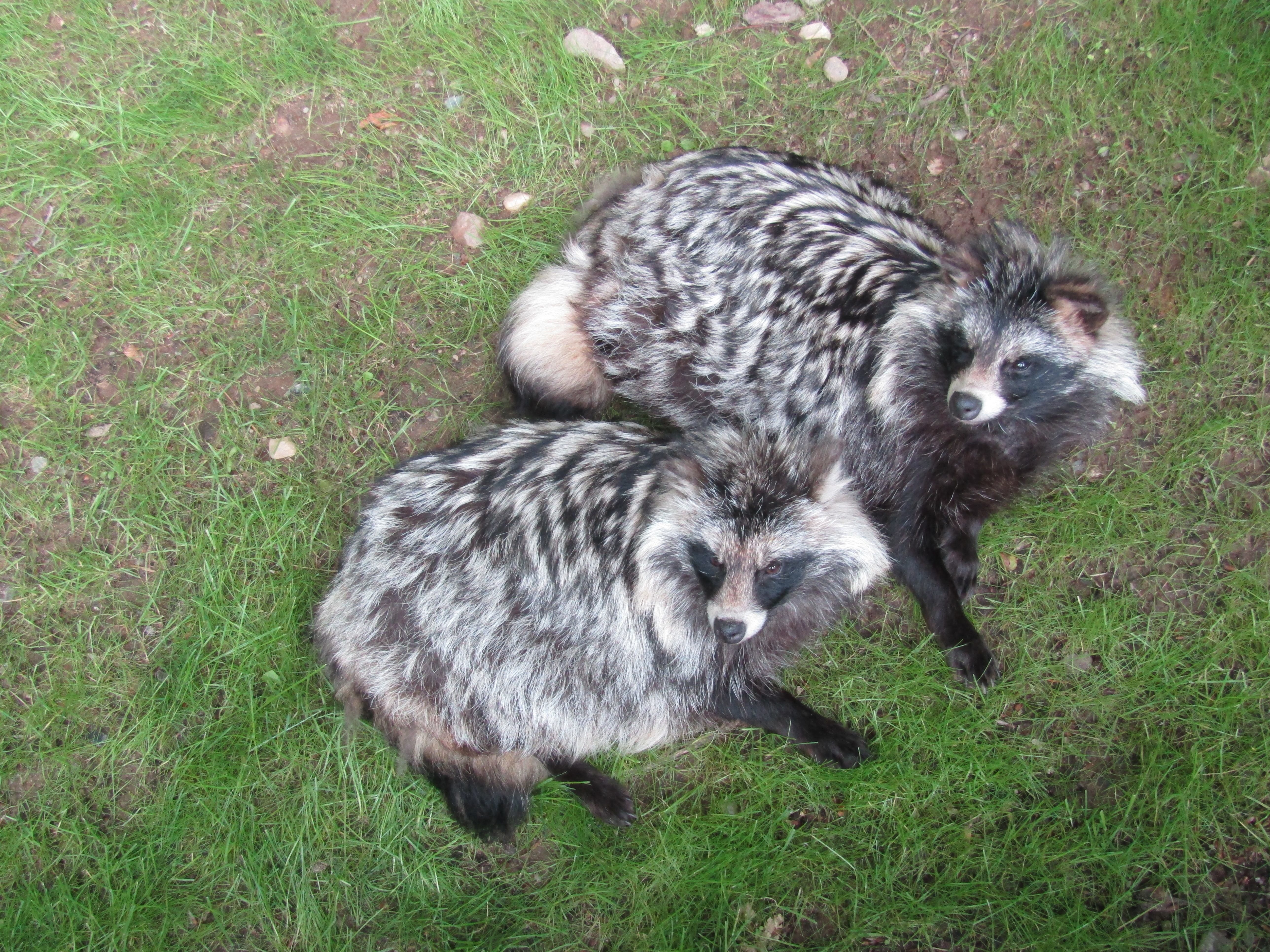
Pelage d’hiver.
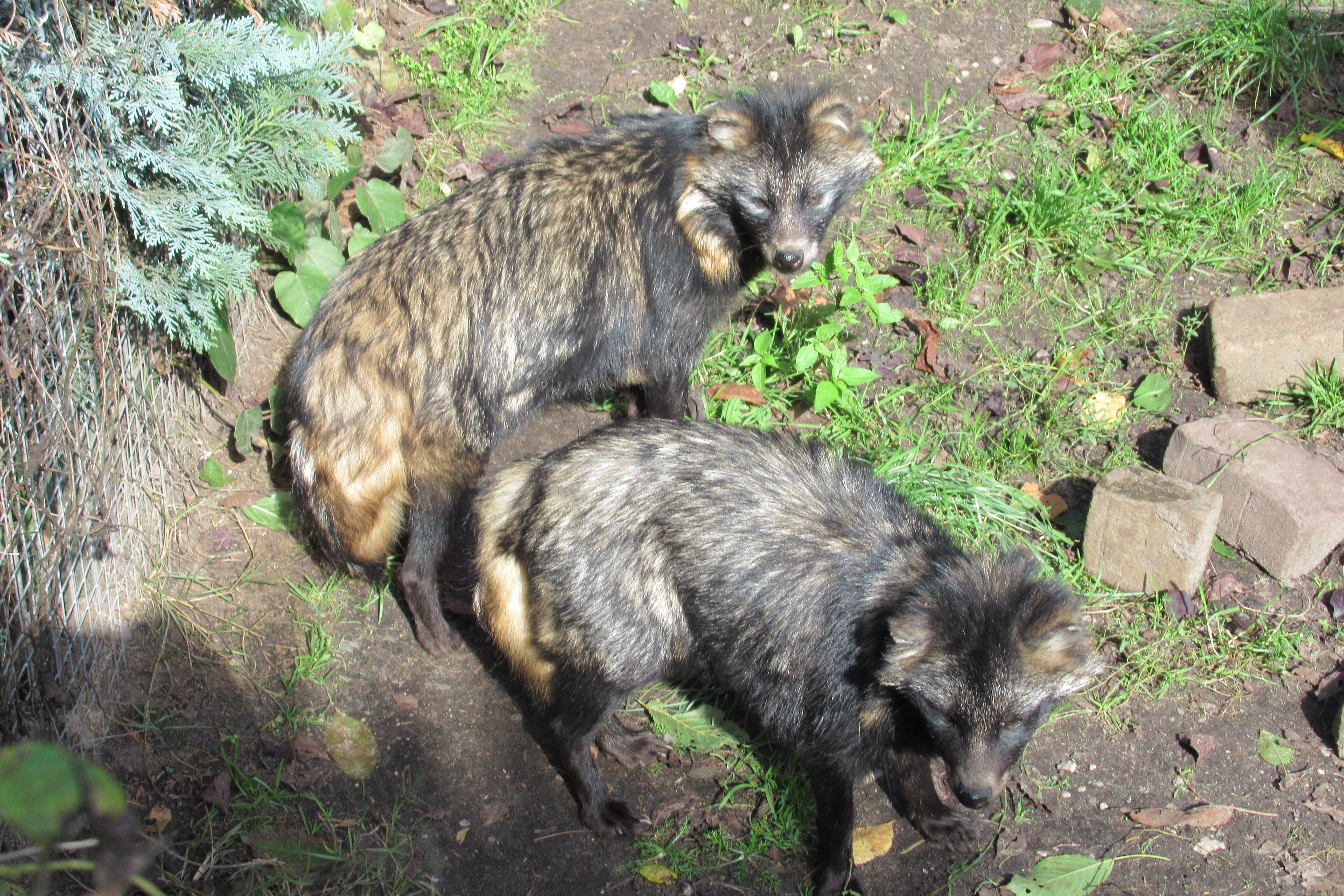
Pelage d’été.
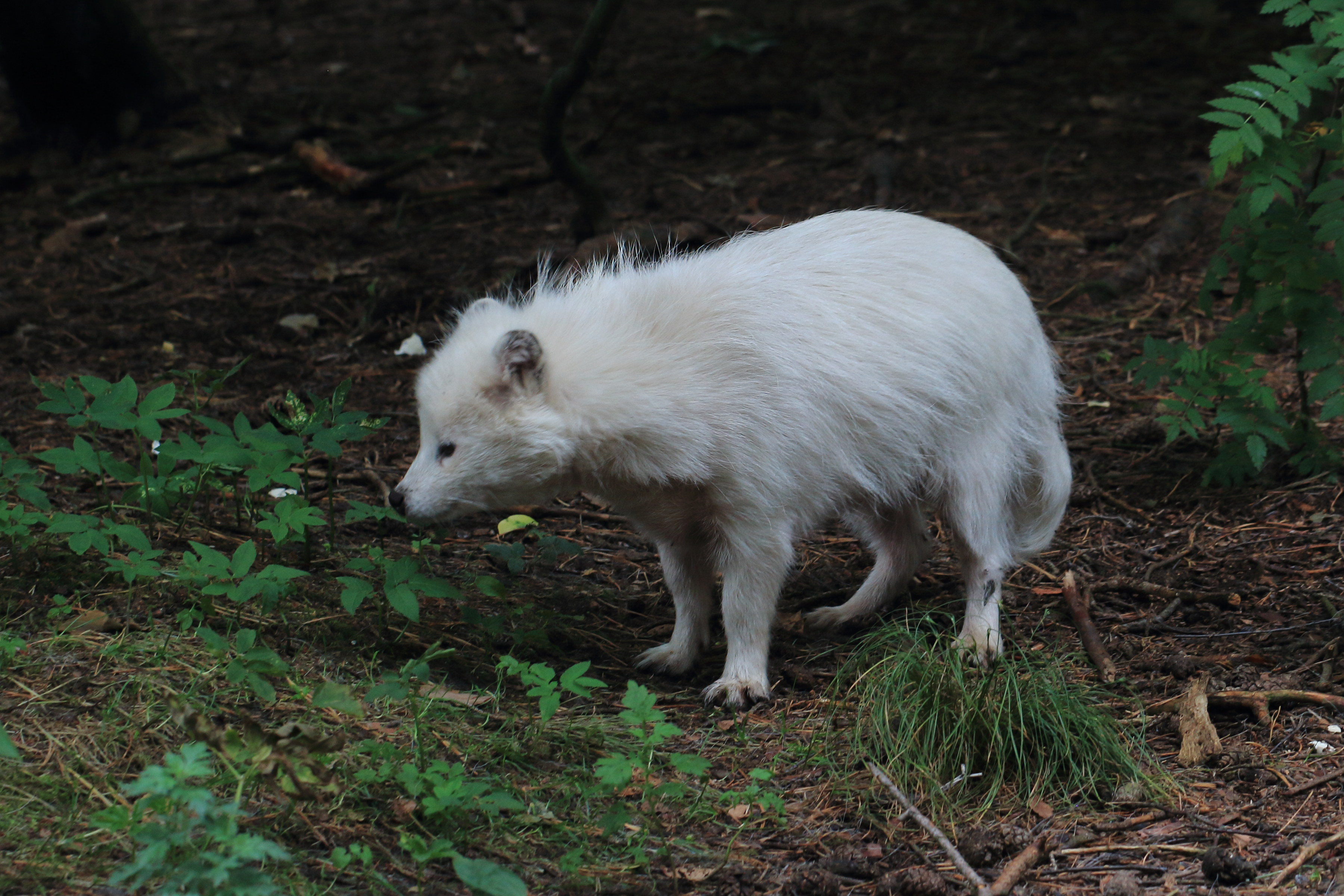
Variante blanche.

## Répartition

### Répartition originelle
Cette sous-espèce est originaire du nord-est de la Chine (Hebei, Heilongjiang, Jilin, Liaoning, est de la Mongolie-Intérieure), de l’est de la Mongolie, et du sud-est de la Russie. Elle est notamment présente dans les régions de l’Amour et de l’Oussouri, dans les basses terres du Khanka, le long des côtes de la mer du Japon, et jusque dans l’intérieur des terres, jusqu’à Komsomolsk.

### Expansion en Europe
Le chien viverrin de Sibérie a été introduit comme espèce à fourrure dans la partie européenne de l’ancienne Union soviétique. Depuis, il s’est largement répandu dans le nord et l’est de l’Europe. Il est aujourd’hui présent dans de nombreux pays, notamment : l’Allemagne, l’Autriche, la Biélorussie, la République tchèque, l’Estonie, la Finlande, la France, la Hongrie, le Kazakhstan, la Lettonie, la Lituanie, la Moldavie, les Pays-Bas, la Norvège, la Pologne, la Roumanie, la Slovaquie, la Suède, la Suisse et l’Ukraine.

## Écologie

### Habitat
Cette sous-espèce affectionne les prairies, les forêts feuillues et mixtes humides avec un sous-bois dense, ainsi que les vallées fluviales, les bords de lacs, les marais et les plaines humides. Elle occupe également les paysages mosaïques mêlant bois et zones agricoles.
Il montre un faible comportement territorial, avec une grande tolérance envers ses congénères, et des domaines vitaux largement superposés. Monogame, le couple partage un même territoire tout au long de l’année. Dans les climats froids, il niche dans des abris qui le protègent du froid et des prédateurs.

### Alimentation
Le chien viverrin de Sibérie est un omnivore opportuniste, au régime alimentaire très diversifié, bien plus large que celui de la plupart des autres carnivores. Ce régime varie selon l’habitat : carcasses de grands mammifères et amphibiens dans les forêts, petits mammifères, invertébrés et végétaux dans les zones agricoles et boisées, oiseaux d’eau, amphibiens et plantes dans les marais et sur les rivages. En Finlande, environ 76 % de son régime est constitué de mammifères, ce qui contraste fortement avec les populations japonaises.

### Concurrents et prédateurs
Il peut entrer en compétition avec d’autres carnivores locaux comme le renard roux ou le blaireau. Ses principaux prédateurs sont le loup et le chien domestique.